# 帕爾切夫
51°38′N 22°54′E / 51.633°N 22.900°E
帕爾切夫（Parczew，羅馬化：Parchiv）是位於波蘭東部的城市。2006年，有人口10,281人。屬盧布林省。 

## 友好城市
- 法國 布雷叙尔